# Óblast de Volinia
La óblast de Volinia (en ucraniano: Волинська область) es un óblast (provincia) en el oeste de Ucrania. Limita con Bielorrusia al norte y con Polonia al oeste. Es la más noroccidental de las oblasts (regiones) de Ucrania.
La capital es Lutsk.

## Superficie
Tiene una superficie de 20.143 km², que en términos de extensión es similar a El Salvador. Corresponde al 3,3% de Ucrania.

## Ríos y lagos
En la óblast de Volinia hay más de 220 lagos. Los más grandes son: Svitaz, Pulemetske, Turske y Luka. 
Por la óblast de Volinia pasan cerca de 130 ríos. Los más importantes son: 
- Bug Occidental - 128 km,
- Luga - 81 km,
- Prípiat - 170 km,
- Stojid - 188 km,
- Turiya - 184 km,
- Stir - 175 km.

## Clima
Clima continental. Temperatura media en enero - menos 4 °C, en julio - +17 °C. Precipitaciones atmosféricas - 560-620mm al año.

## Historia
Véase también: Volinia
Volinia fue una vez parte del Rus de Kiev, antes de independizarse como principado y formar parte del estado ucraniano de Principado de Galitzia-Volynia. En el siglo XV quedó bajo control de Lituania, en 1569 pasó a manos de Polonia y en 1795 y hasta la Primera Guerra Mundial al Imperio ruso, denominándose Volýnskaya.
Por entonces la región estaba poblada por polacos, ucranianos, católicos griegos y ortodoxos, judíos, así como checos y alemanes.
Después de la Gran Guerra, se integró en Polonia como Voivodato de Wolhynia. En contraste con la situación en Galitzia oriental, los polacos promovieron activamente las organizaciones ucranianas. Sin embargo, la reforma agraria arrebató las tierras a los nobles polacos y fueron a parar a campesinos de la misma nacionalidad.
En 1939 la zona fue ocupada por la Unión Soviética, y la población polaca fue sometida a una fuerte represión, incluidas deportaciones. Los alemanes completaron el exterminio de judíos a finales de 1942. La guerrilla ucraniana comenzó a organizarse en esta región, colaborando en el exterminio de polacos. En enero de 1944 el Ejército Rojo reconquistó la región. La 27.ª división polaca fue obligada a desmovilizarse.
Tras la Segunda Guerra Mundial, la población polaca fue trasladada a Polonia.

## Población
La población a 1 de enero de 2005 era de 1 057.200 habitantes. 
- En las ciudades - 50,4%
- En las villas - 49,6%

## Subdivisiones
Antes de 2020, se dividía en 4 ciudades de importancia regional y 16 raiones. Tras la reforma territorial de 2020, la óblast de Volinia se divide en los siguientes cuatro raiones:
| Mapa de la óblast        | Raión              | Capital   | Superficie en km² | Habitantes (2022) | Habitantes por km² |
| ------------------------ | ------------------ | --------- | ----------------- | ----------------- | ------------------ |
|                          | Raión de Volodímir | Volodímir | 2558,2            | 169 231           | 66                 |
| Raión de Kamin-Kashyrski | Kamin-Kashyrski    | 4693,4    | 130 382           | 28                |                    |
| Raión de Kóvel           | Kóvel              | 7647,9    | 266 304           | 35                |                    |
| Raión de Lutsk           | Lutsk              | 5247,8    | 455 439           | 87                |                    |

Volodímir
Kamin-Kashyrski
Kóvel
Lutsk

## Patrimonio
- Posee 837 monumentos históricos.

Entre ellos:
- La Catedral de Uspenskiy 1160.
- El Castillo en Lutsk (siglo XIII - siglo XIV).
- Restos de catedrales y de mansiones de los siglos X - XIV; fortalezas de los siglos XII - XIII; Iglesia Georgievska 1264 en Lubombl.
- La Iglesia Vasilkivska en Volodimir Volinskiy siglos XIII - XIV.
- La Iglesia Pokrovska, siglo XV; Iglesia Jrestovozdvizhenska, 1619, Monasterios de los años 1539 - 1610; Catedral de Troitskiy 1755 en Lutsk.
- Castillo de 1630 en Olitsya.